# El show de Xuxa
El Show de Xuxa ou simplesmente Show de Xuxa foi um programa de televisão infantil argentino, inspirado no Xou da Xuxa, dirigido por Marlene Mattos e apresentado por Xuxa Meneghel, que esteve no ar de 6 de maio de 1991 a 31 de dezembro de 1993. As duas primeiras temporadas, que foram as mais populares, foram feitas pelo canal Telefé. A terceira, exibida em 1993, foi produzida de forma independente e depois transmitida pelo El Trece. O último episódio foi ao ar em 31 de dezembro de 1993.
Através deste programa, Xuxa conseguiu expandir seu apelo junto ao público hispânico. O Los Angeles Times estimou que "mais de 20 milhões de crianças" assistiam ao programa diariamente em 16 países da América Latina, além de sua transmissão pela Univision nos Estados Unidos. O jornal também destacou que ela era provavelmente mais conhecida entre as crianças latinas do que Michael Jackson.
Além disso, outras versões do programa foram lançadas, como a versão peruana intitulada El Show de July, que estreou na Panamericana Televisión em 1989.

## Antecedentes
Após se tornar muito popular no Brasil, Xuxa assinou contrato com o canal Telefé no início da década de 1990 para apresentar uma versão do Xou da Xuxa em castelhano, intitulado El Show de Xuxa. A versão argentina do programa também fez muito sucesso, atingindo 24 pontos de audiência, superando os índices do Brasil. Isso ajudou a transformá-la em uma celebridade em vários países da América Latina, o que facilitou a divulgação de seus discos em espanhol.
Um dos álbuns mais lembrados da carreira de Xuxa é o álbum homônimo, lançado em 1990. Este disco inclui grandes sucessos, como "Ilarié", "Arco-Íris", "Bombón", "Quiero Pan", "Campeón", "Dulce Miel", "Danza de Xuxa", "Juguemos a los Indios", "Receta de Xuxa" e "El Circo". Vale ressaltar que este foi o primeiro programa apresentado por uma brasileira a ser transmitido no exterior.

## Programa
Apesar de ser exibido no final da tarde e aos sábados e domingos, El Show de Xuxa mantinha um formato muito semelhante ao da versão brasileira, incluindo o cenário, as brincadeiras e os desenhos. A principal diferença era que a legislação argentina permitia a presença de crianças menores de 5 anos, o que fazia com que Xuxa frequentemente aparecesse com um bebê no colo.
Diversos elementos do programa foram adaptados e exportados para a Argentina, como as Paquitas, Dengue, Praga e até mesmo as Irmãs Metralha, que lá passaram a ser chamadas de Mellizas (Gêmeas). Com a popularidade desses personagens, Xuxa realizou um concurso nacional na Argentina para escolher duas "Paquitas Argentinas". A final aconteceu durante um programa especial de Natal, em 1991. Uma das vencedoras foi Julieta Cardinali, que mais tarde construiria uma carreira consagrada como atriz no país.
Além das brincadeiras semelhantes ao versão brasileira, El Show de Xuxa introduziu várias novas atividades que nunca foram realizadas no Brasil, como uma versão da Porta dos Desesperados, inspirada em uma brincadeira do programa de Sérgio Mallandro. Também foram apresentadas diversas brincadeiras com bebês, algumas das quais lembravam aquelas do programa Domingo no Parque, exibido por Silvio Santos nas décadas de 1970 e 1980.
O programa gravava cinco episódios por dia a cada duas semanas e era vendido para 16 países da América Latina. No final de 1992, Xuxa decidiu trocar de emissora, saindo da Telefe e indo para o Canal 13. Ela alegou que os estúdios da Telefe haviam se tornado pequenos para acomodar o número crescente de crianças que desejavam participar das gravações, além de existirem várias regras de produção que limitavam sua liberdade criativa.
Durante a transição para a nova emissora, alguns episódios precisaram ser gravados nos estúdios da TV Globo, já que em 1992 os estúdios do Canal 13 sofreram um incêndio.

## 2ª Temporada
A segunda fase do El Show de Xuxa estreou em maio de 1992, acompanhando as mudanças da versão brasileira. Esta fase contou com duas aberturas. A primeira utilizou a música "Espelho Meu" em sua versão em espanhol, que nunca foi lançada oficialmente. As imagens mostravam Xuxa sendo fotografada e escolhendo a roupa que usaria, contracenando com uma versão dela mesma, que também atuava como fotógrafa e maquiadora. Os créditos apareciam sob uma claquete. Na vinheta dos comerciais dessa abertura, Xuxa aparecia caracterizada como menino, segurando a claquete. A segunda abertura era uma reedição do clipe "Lua de Cristal", exibido no especial de Natal de 1990 no Brasil, mas com a versão em espanhol da música.
O cenário também foi renovado, incorporando diversos elementos do Xou da Xuxa de 1991, reciclados de maneira criativa. Ao contrário do cenário brasileiro da mesma época, o cenário argentino era mais colorido e diversificado. A nave especial foi substituída por uma que lembrava a utilizada no Brasil até 1991, mas com a letra "X" no lugar das boquinhas. Muitos acreditam que se trata da mesma nave, apenas reformulada. O último programa da segunda fase foi ao ar em 1993, quando Xuxa decidiu focar novamente em sua carreira no Brasil.

## Cenários e estruturas do programa
O cenário da primeira temporada de El Show de Xuxa era muito semelhante ao do Xou da Xuxa de 1990, incluindo os mesmos elementos cenográficos e o palco. A única diferença era a nave, que tinha um design diferente da versão brasileira e não se movia. Xuxa começava o programa ao som de "Dulce Miel" e, após dar seu "buenas tardes", cantava a famosa música "Ilariê". Para encerrar o primeiro bloco, ela cantava uma música diferente a cada programa, incluindo algumas em português. As Paquitas usavam um uniforme diferente e se revezavam semanalmente. O personagem Praga foi introduzido posteriormente e permaneceu apenas nessa temporada. Além das brincadeiras, que eram muito parecidas com as do Brasil, havia ginástica semanal e um convidado musical diário.
Durante essa fase, Xuxa ainda estava se adaptando ao espanhol e frequentemente se deparava com palavras que não sabia traduzir. Para esclarecer suas dúvidas, consultava ao vivo seu coreógrafo, Oswald Berry, que era uruguaio. Quando ela dizia algo errado, um gongo soava para alertá-la, e Xuxa se ajoelhava, pedindo desculpas ao público. Esta temporada foi produzida e gravada no Brasil. Assim como na versão brasileira, Xuxa encerrava o programa lendo cartazes e dando a "marquinha" em alguém da plateia. O programa tinha cerca de 40 minutos de duração, excluindo os desenhos e comerciais.

## Mudança de emissora
Em 1993, Xuxa transferiu-se para o Canal 13. E o primeiro programa transmitido pela nova emissora, foi ao ar no dia 3 de maio de 1993.

## Assistentes de palco

### Paquitas
| Ano de atividade | Nome                 | Apelido/Título                   |
| 1991–1993        | Ana Paula Guimarães  | Catuxa / Catu                    |
| 1991             | Letícia Spiller      | Pituxa Pastel                    |
| 1991–1993        | Ana Paula Almeida    | Pituxita Bonequinha              |
| 1991–1993        | Bianca Rinaldi       | Xiquita Bibi                     |
| 1991–1993        | Cátia Paganote       | Miúxa Bruxa                      |
| 1991–1993        | Flávia Fernandes     | Paquitita Pluft                  |
| 1991–1993        | Juliana Baroni       | Catuxa Jujuba / Pimpolla         |
| 1991–1993        | Priscilla Couto      | Catuxita Top Model               |
| 1991–1993        | Roberta Cipriani     | Xiquitita Surfista               |
| 1991–1993        | Karina Rivero        | Paquita Argentina                |
| 1991–1993        | Julieta Cardinali    | Paquita Argentina                |
| 1992–1993        | Maricielo Effio      | Paquita Peruana                  |
| 1993             | Natalia Oreiro       | Super Paquita / Paquita Uruguaia |
| 1993             | Pamela Cortés        | Paquita Equatoriana              |
| 1993             | María José Domínguez | Paquita Chilena                  |

### Mellizas
| Ano de atividade | Nome            | Numeração |
| 1991–1993        | Mariana Richard | 001       |
| 1991–1993        | Roberta Richard | 100       |

## Prêmios
| Ano  | Prêmio               | Categoria                | Resultado |
| ---- | -------------------- | ------------------------ | --------- |
| 1992 | Prêmio Martín Fierro | Melhor Programa Infantil | Venceu    |